# Magdala (Argentina)
Magdala es una localidad del partido de Pehuajó, provincia de Buenos Aires, Argentina.
Ubicada a una distancia lineal de 33 km al sursudoeste de la ciudad de Pehuajó y unidas por 40 km por la ruta provincial 86 y 7 km de camino consolidado.

## Población
Cuenta con 195 habitantes (Indec, 2010), lo que representa un descenso del 13 % frente a los 224 habitantes (Indec, 2001) del censo anterior. Sin contar la zona rural aledaña, su superficie es de aproximadamente 0,21 km², lo que arroja una densidad de unos 928 habitantes/km².
| Gráfica de evolución demográfica de Magdala entre 1947 y 2010 |
|                                                               |
| Fuente: Censos nacionales del INDEC                           |

## Historia
La fundación del pueblo se atribuye a Carlos Arias y Carlos Maglione que donaron tierras para la construcción de un pueblo con motivo de la construcción de una estación de ferrocarril, estación Magdala de la Compañía General de Ferrocarriles en la Provincia de Buenos Aires. Hoy parece detenida en el tiempo, porque ya el tren no pasa y no hay posibilidades de crecimiento por no abrirse nuevas alternativas laborales.
El nombre, si bien corresponde a la esposa de uno de los fundadores: Magdalena Maglione de Noceti, también es el nombre la protagonista de una leyenda de la provincia de Buenos Aires.
"Dicho nombre se debe al sobrenombre familiar con la que se trataba a la hija de Carlos Maglioni, Magdalena Maglioni De Noceti.- Tanto la localidad como la estación de trenes tomaron el nombre de la estancia "Magdala", quién la comenzó a principios del Siglo XX el Sr. Carlos Maglioni, dedicándose a la actividad agropecuaria además de su profesión de abogado.- Luego su hija, Magdalena, se hizo cargo de la administración de la estancia, conjuntamente con su marido Domingo Nicolás Noceti, quien tenía su propio emprendimiento industrial y comercial de artículos rurales que poseía en la ciudad de Buenos Aires bajo la marca "El Forjador", con sede y salon de ventas en la calle Perú N° 555.-" (Dr. Alejandro José Noceti - Hijo), bisnieto de Magdalena Maglioni de Noceti.-

## Instituciones
- Capilla “Santa Rosa de Lima”.
- Centro Educativo para la Producción Total (CEPT) N.º 14
- Club Atlético Magdala
- Delegación Magdala
- Escuela primaria N.º 25 Fray Bartolomé de las Casas
- Escuela secundaria N.º 1 Alfonsina Storni
- Jardín de infantes N.º 910
- Sociedad de Pro Fomento Magdala
- Unidad sanitaria Dr. Benjamín Loza